# پوسام تروت (آلاباما)
پوسام تروت (به انگلیسی: Possum Trot) یک منطقهٔ مسکونی در ایالات متحده آمریکا است که در شهرستان کلهون، آلاباما واقع شده‌است. پوسام تروت ۱۹۵٫۰۷ متر بالاتر از سطح دریا قرار دارد.